# Mimotriammatus nigrosignatus
Mimotriammatus nigrosignatus är en skalbaggsart som beskrevs av Stefan von Breuning 1972. Mimotriammatus nigrosignatus ingår i släktet Mimotriammatus och familjen långhorningar. Inga underarter finns listade i Catalogue of Life.